# John Preskill
John Phillip Preskill (* 19. ledna 1953) je americký teoretický fyzik a profesor teoretické fyziky na Kalifornském technologickém institutu (Caltech).
Preskill se narodil v Highland Park. Po získání bakalářského titulu z fyziky na Princetonské univerzitě v roce 1975 přešel na Harvardovu univerzitu, kde získal doktorát v roce 1980. Jeho vedoucím na Harvardu byl Steven Weinberg.
V průběhu studia vydal Preskill knihu o kosmologické produkci supertěžkéch magnetických monopólů v teorii velkého sjednocení. Zatím nebyl pozorován žádný magnetický monopól, tato práce tak poukázala na závažné nedostatky v současných kosmologických modelech, což je problém, který byl později řešen Alanem Guthem a dalšími tím, že navrhli myšlenku kosmické inflace.
Po třech letech práce pro Harvard Society of Fellows se Preskill stal v roce 1983 mimořádným profesorem teoretické fyziky na Caltechu, řádným profesorem potom v roce 1990. Od roku 2000 byl Ředitelem Ústavu pro kvantové informace na Caltechu. V posledních letech se jeho práce týká především matematických otázek týkajících se kvantového počítání a kvantové teorie informace.
Preskill dosáhl proslulosti v populárním tisku, jako člen několika sázek zahrnujících kolegy teoretické fyziky Stephena Hawkinga a Kipa Thornea. Hawking připustil prohru v nejznámější z těchto sázek Thorneově–Hawkingově–Preskillově sázce v roce 2004 a dal Preskillovi knihu Total Baseball, The Ultimate Baseball Encyclopedia.